# Phoradendron xanthophyllum
Phoradendron xanthophyllum là một loài thực vật có hoa trong họ Santalaceae. Loài này được (A. Cunn.) Ettingsh. miêu tả khoa học đầu tiên năm 1872.